# Nagy-Villa-csúcs
A Nagy-Villa-csúcs (szlovákul: Veľká Vidlová veža, németül: Grosse Gabelspitze) Szlovákiában azon belül a Magas-Tátrában található csúcs. Első megmászója ifj. Szontagh Miklós Hunfalvy János vezetésével (1903 VIII.).

## Elhelyezkedése
A mély Villa-horhos felett keletre feltörő Nagy-Villa-csúcs a Villa-gerinc legjelentősebb kiemelkedése. Eléggé merész gerincek és falakképezik gyönyörű alakját, és teszik nehezen megmászhatóvá.

## Megközelítése

### A Villa-horhosból, a nyugati gerinc megkerülésével
A nyugati gerinc első tornya széles, meredek fallal tör fel a Villa-horhosból. Ebből a fal bal térfeléből felvezető, jól lépcsőzött, sekély sziklavályúban kell felmenni a fal északi sarkára. Ez a toronyból északi irányban kiugró borda, amelyet ott érünk el, ahol már a horhosból is jól látható vállat alkot. Innen a falsarok éle (borda) mentén, többnyire ennek a Villa-horhos felé tekintő oldalán, fel kell menni az I. torony csúcstömbje alá egy törmelékfoltra. Erről balra át a sarok körül és mögötte keskeny szegélyen kényes oldalmenettel be az I. és II. torony közötti résbe. Az I. és II. torony közötti résből le a III. és IV. torony közötti csorbából délnyugat felé lehúzódó szakadékba. Ebbe egy kb. 10 méter magas meredek hasadékban, majd ennek tövéből balra, gyenge ereszkedéssel a szakadékba vezető párkányon kell menni. Rögtön keresztezzük a szakadékot, és túloldalán, a délnyugati mellékgerinc oldalfalában felhúzódó sekély vályú mentén, füves terepen zegzugban fel kell mászni a fölöttünk lévő feltűnő csorbához. Innen balra a mellékgerinc meredeken felszökő élének a bal oldalán egy kb. 220 métert felfelé kell haladni. Ezután egy sziklaablak mellett elhaladva a gerinctől balra felhúzódó törmelékes folyosóhoz (amely a csúcs és a nyugati gerinc IV. tornya közötti résből jön le). A folyosóban 10 métert fel, és miután az elzáró, áthajló odút alkotó sziklatömb fölé jutunk, elhagyjuk és a jobbra nyíló rövid vályúban hamar a csúcsra érünk. Ez az út kb. 1 órát vesz igénybe.

## Forrás
- Dr. Komarnicki Gyula: A Magas-Tátra hegyvilága, 1978 ISBN 963 253 284 8